# 魏埙
魏埙（1919年—2004年），男，汉族，直隶（今河北）安新人，中国经济学家，《资本论》研究专家，南开大学教授。